# بريتي زينتا
بريتي زينتا (بالإنجليزية: Preity Zinta) ولدت في 31 يناير 1975 بشيملا، هيماتشال براديش هي ممثلة هندية بدأت مسيرتها في بوليوود سنة 1997 ومثلت أدوار مهمة مع نجوم كبار.

## حياتها العائلية

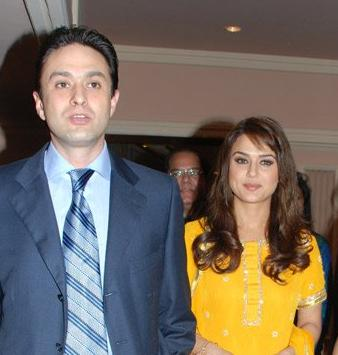
بريتي زينتا، وصديقها نيس واديا في ٢٠٠٧

بريتي زينتا وُلدت في عائلة راجبوتية بمنطقة هيماشال براديش. والدها فرغاناند زينتا ضابط بالجيش الهندي توفي اثر حادث سير ولم تتجاوز بريتي سن الثالثة عشر وأصيبت والدتها Nilprabha بجروح خطيرة أقعدتها على الفراش مدة سنتين. تقول أميرة بوليوود بأن الحادث شكل نقطة تحول في حياتها مما جعلها تنضج بسرعة. ولبريتي اخوين ذكرين ديبانكار ومانيش.الأول أكبر منها بسنة التحق بالجيش الهندي أما الثاني أصغر منها بسنة يعيش الآن بكاليفورنيا.
تصف نفسها بأنها كانت فتاة مسترجلة في طفولتها ويعود ذلك لانضباط العائلة بما أن والدها كان ضابط بالجيش، في البداية درست بمدرسة يسوع ثم بمدرسة مريم الداخلية وهذا ما جعلها تعاني من الوحدة في غربتها.و في سن الثامنة عشر التحقت بكلية ساند بيد بشيملا ثم تخرجت بمرتبة شرف في الانقليزية كما تحصلت على ديبلوم الدراسات العليا في علم النفس الجنائي.كانت بريتي محبة للأدب خاصة أعمال ويليام شكسبير.وكانت تقضي وقت فراغها في ممارسة الرياضة خاصة كرة السلة.

## حياتها الفنية

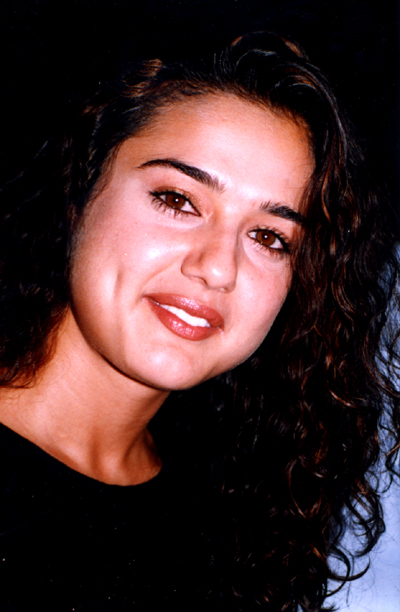
بريتي زينتا

حضرت بريتي رفقة صديقاتها حفلة عيد ميلاد أحد المخرجين سنة 1996 الذي أقنعها بإجراء كاستينغ.و بالفعل نجحت وكانت وجه إعلامي لعدة ماركات تجارية كالشوكلاتة والصابون.و في عام 1997 التقت بريتي بمنتج الأفلام شيكار كابور اثر مرافقتها لصديقة لإجراء كاستينغ وأقنعها بضرورة إجراءه هي كذلك.حيث قرأ كابور في أعين بريتي مواصفات الأميرة وأصر على أن تصبح ممثلة.و قد رشحها لبطولة فيلم Tara Rum Pum Pum أمام النجم هيرثيك روشان لكنه تم إلغاء المشروع.ثم عرفها شيكار بالمخرج Mani Ratnam وبدأت انطلاقتها مع فيلم Dil Se وحصلت معه على جائزة فيلمفاير لأفضل ممثل دور نسائي صاعد ثم فيلم Soldier الذي حصلت به كذلك على نفس الجائزة في السنة الموالية. وتوالت أفلامها في عالم بوليوود وبدأت الأميرة في شق طريقها للقصر البوليوودي كي تنحت أجمل الذكريات وأروع الصور. ومثلت كذلك في أفلام باللغة التالوغو ك Premante Idera سنة 1999.
كما وقفت الأميرة أمام نجوم بوليوود أمثال شاروخان واوكشاي كومار وسلمان خان وهيرثيك روشان وبوبي ديول والفارس سيف علي خان.و لعل من أشهر وأروع أفلامها فيلميْ Kal Ho Naa Ho و Koi... Mil Gaya الذين حققا أعلى الإيرادات سنة 2003.دون نسيان ملحمة Veer-Zaara سنة 2004 مع شاروخان الذي حقق 750 مليون روبية في تلك السنة.الفيلم يحكي قصة حب بين ضابط في الجيش الهندي وفتاة باكستنية.تحصل الفيلم على عدة جوائز محلية وعالمية.و تم اختيارها كأفضل ممثلة سنتيْ 2003و 2004 في بوليوود.وقد تعددت أعمالها لاحقا ك Kabhi Alvida Naa Kehna و Jaan-E-Mann سنة 2006 ومثلت أول فيلم باللغة الأنجليزية سنة 2007 بعنوان The Last Lear.
تملك بريتي زينتا نادي كريكيت وهي المرأة الوحيدة التي تملك نادي ينشط في الدوري الهندي للمحترفين.

### حياتها الشخصية
بريتي لا تعلن عن ديانتها وترى أنه أمر شخصي حيث قالت لمجلة The Times of India / أنا أؤمن بالأعمال الجيدة والكرامة ولا أؤمن في الذهاب للمعابد.شخصيا الدين أمر شخصي جدا فكله مرتبط بالنية.قد سمعت سابقا أن كل الديانات متساوية وانا الآن اؤمن أكثر بهذه المقولة
تعرضت حياة بريتي للخطر مرتين مرة في انفجار بكولمبو في سيرلانكا ومرة أخرى اثر تسونامي سنة 2004 في المحيط الهادي.
كانت بريتي محل جدل سنة 2003 بما أنها كانت شاهدة ضد المافيا الهندية في قضية بهارات شاه.فهو كان أحد منتجي فيلمها Chori Chori Chupke Chupkeالذي اثبت لاحقا علاقته بعصابات في مومباي.وعلى خلاف بقية نجوم بوليوود حضرت بريتي للمحكمة وأدلت بشهادتها رغم تعرضها لتهديدات وابتزازات من رجال العصابة وكاجراءات لحمايتها بوصفها شاهدة غابت بريتي عن الأضواء لمدة شهرين.وقد أبدى سابقا13 شاهدا استعدادهم للشهادة في المحكمة من بينهم شاروخان وسلمان خان لكنهم تراجعوا عن أقوالهم لاحقا. وبهذا كانت بريتي الشاهدة الوحيدة الذي رغم التهديدات ضدها أدلت بشهادتها في سبيل القضاء على العالم الجريمة والعصابات في مومباي.و قد أخذت جائزة العمل الشجاع عن Red and White Bravery Awards كما أصبحت منذ 2006 سفيرة جوائز the Godfrey Phillips Bravery awards
تكاثرت الشائعات في الاعلام عن علاقات بين بريتي ونجوم من بوليوود.لكنها كانت دائما تنفي.و في سنة 2000 كانت تواعد Marc Robinson لكنها انفصلت عنه بعد سنة. ومنذ فيفري/فبراير 2005 بريتي على علاقة عاطفية مع رجل الأعمال الهندي Ness Wadia.

## افلامها
| عام  | فيلم                                    | دور                     | ملاحظة                                                                      |
| ---- | --------------------------------------- | ----------------------- | --------------------------------------------------------------------------- |
| 1998 | ديل سي (فيلم هندي)                      | Preeti Nair             | جائزة فيلم فير لأفضل ممثلة صاعدة (also for Soldier) Best Supporting Actress |
| 1998 | Soldier                                 | Preeti Singh            | جائزة فيلم فير لأفضل ممثلة صاعدة (also for ديل سي (فيلم هندي))              |
| 1998 | Premante Idera                          | Shailu                  | سينما تيلجو film Dubbed into لغة هندية as Dulhan Dilwale Ki                 |
| 1999 | Raja Kumarudu                           | Rani                    | سينما تيلجو film Dubbed into لغة هندية as Prince No. 1                      |
| 1999 | Sangharsh                               | CBI Officer Reet Oberoi |                                                                             |
| 1999 | Dillagi                                 | Rani                    | Guest appearance                                                            |
| 2000 | Kya Kehna                               | Priya Bakshi            | Nominated—جائزة فيلم فير لأفضل ممثلة                                        |
| 2000 | Har Dil Jo Pyar Karega                  | Jahnvi                  |                                                                             |
| 2000 | مهمة كشمير                              | Sufiya Parvez           |                                                                             |
| 2001 | Farz                                    | Kajal Singh             |                                                                             |
| 2001 | Chori Chori Chupke Chupke               | Madhubala               | Nominated—جائزة فيلم فير لأفضل ممثلة في دور ثانوي                           |
| 2001 | ديل شاهتا هاي                           | Shalini                 |                                                                             |
| 2001 | Yeh Raaste Hain Pyaar Ke                | Sakshi                  |                                                                             |
| 2002 | Dil Hai Tumhaara                        | Shalu                   |                                                                             |
| 2003 | The Hero: Love Story of a Spy           | Reshma/Ruksar           |                                                                             |
| 2003 | Armaan                                  | Sonia Kapoor            | Nominated—جائزة فيلم فير لأفضل أداء في دور سلبي ‏.                           |
| 2003 | كوي... ميل غايا                         | Nisha                   | Nominated—جائزة فيلم فير لأفضل ممثلة                                        |
| 2003 | غدا قد يأتي وقد لا يأتي (Kal Ho Naa Ho) | Naina Catherine Kapur   | جائزة فيلم فير لأفضل ممثلة                                                  |
| 2004 | Lakshya                                 | Romila Dutta            |                                                                             |
| 2004 | Dil Ne Jise Apna Kahaa                  | Dr. Parineeta           |                                                                             |
| 2004 | فير-زارا (Veer-Zaara)                   | Zaara Haayat Khan       | Nominated—جائزة فيلم فير لأفضل ممثلة                                        |
| 2005 | Khullam Khulla Pyaar Karen              | Priti Damani            |                                                                             |
| 2005 | سلام نماستي (فيلم)                      | Ambar 'Amby' Malhotra   | Nominated—جائزة فيلم فير لأفضل ممثلة                                        |
| 2006 | Alag                                    |                         | Special appearance in song "Sabse Alag"                                     |
| 2006 | كريش                                    | Nisha                   | Special appearance                                                          |
| 2006 | لا تقل وداعا أبدا                       | Rhea Saran              | Nominated—جائزة فيلم فير لأفضل ممثلة في دور ثانوي                           |
| 2006 | Jaan-E-Mann                             | Piya Goyal              |                                                                             |
| 2007 | جووم بارابار جووم                       | Alvira Khan             |                                                                             |
| 2007 | The Last Lear                           | Shabnam                 | First English-language film                                                 |
| 2007 | أوم شانتي أوم (Om Shanti Om)            | Herself                 | Special appearance in song "Deewangi Deewangi"                              |
| 2008 | Heaven on Earth                         | Chand                   |                                                                             |
| 2008 | Heroes                                  | Kuljeet Kaur            |                                                                             |
| 2008 | ثنائي اختاره الرب                       |                         | Special appearance in song "Phir Milenge Chalte Chalte"                     |
| 2009 | Main Aurr Mrs Khanna                    | Haseena Jagmagia        | Cameo                                                                       |
| 2012 | Har Pal                                 | Runa                    | Delayed                                                                     |

## وصلات خارجية
- بريتي زينتا على موقع IMDb (الإنجليزية)
- بريتي زينتا على موقع روتن توميتوز (الإنجليزية)
- بريتي زينتا على موقع قاعدة بيانات الأفلام العربية
- بريتي زينتا على موقع ألو سيني (الفرنسية)
- بريتي زينتا على موقع أول موفي (الإنجليزية)
- بريتي زينتا على موقع إن إن دي بي (الإنجليزية)
- بريتي زينتا على موقع قاعدة بيانات الفيلم (الإنجليزية)
- بريتي زينتا على موقع كينوبويسك (الروسية)